# Mufla elétrica
Mufla elétrica é uma terminação nos cabos de alta tensão, aplicada onde existe uma transição do tipo de isolamento. A rigor deve existir uma mufla em cada ponto de mudança de tipo de isolamento, mas na maioria das vezes a mufla está em uma transição de isolamento sólido (ou liquido) para ar.
O objetivo da mufla é fazer uma transição suave nos campos eletromagnéticos nestas transições, já que a simples interrupção do isolamento cria um estresse (linhas de campo muito densas) que danificam o isolamento naquela região (devido à brusca mudança de permissividade elétrica, que é muito diferente do isolante sólido para o ar).
Adicionalmente, as muflas são projetadas para fazer também a impermebilização no ponto de término do isolamento, para evitar a entrada de umidade, que também pode danificar o cabo naquele ponto.
Também chama-se mufla ao tipo de isolação aplicado em conexões de alta tensão em transformadores, elas tem uma cobertura metalizada e um revestimento isolante que reduzem o risco de ruptura do dielétrico principalmente em conexões subterrâneas.
Mufla elétrica também pode ser um forno utilizado na cozedura de materiais inorgânicos. Possui resistências elétricas capazes de elevar a temperatura a valores superiores aos 1000ºC. Bastante usada na indústria cerâmica para decoração de peças e em laboratórios para investigação de materiais.